# Palaua moschata
Palaua moschata är en malvaväxtart som beskrevs av Antonio José Cavanilles. Palaua moschata ingår i släktet Palaua och familjen malvaväxter. Inga underarter finns listade i Catalogue of Life.